# 第15回オンライン映画批評家協会賞
15th Online Film Critics Society Awards

2012年1月2日

作品賞: 

『アーティスト』
第15回オンライン映画批評家協会賞は、2011年の映画を対象としており、2011年12月26日にノミネートが発表された。受賞結果は2012年1月2日に発表された。

## 受賞とノミネート一覧

### 作品賞
- 『ツリー・オブ・ライフ』
  - 『アーティスト』
  - 『ファミリー・ツリー』
  - 『ドライヴ』
  - 『ヒューゴの不思議な発明』

### 監督賞
- テレンス・マリック - 『ツリー・オブ・ライフ』
  - ミシェル・アザナヴィシウス - 『アーティスト』
  - マーティン・スコセッシ - 『ヒューゴの不思議な発明』
  - ラース・フォン・トリアー - 『メランコリア』
  - ニコラス・ウィンディング・レフン - 『ドライヴ』

### 主演男優賞
- マイケル・ファスベンダー - 『SHAME -シェイム-』
  - ジョージ・クルーニー - 『ファミリー・ツリー』
  - ジャン・デュジャルダン - 『アーティスト』
  - ゲイリー・オールドマン - 『裏切りのサーカス』
  - マイケル・シャノン - 『テイク・シェルター』

### 主演女優賞
- ティルダ・スウィントン - 『少年は残酷な弓を射る』
  - キルスティン・ダンスト - 『メランコリア』
  - エリザベス・オルセン - 『マーサ、あるいはマーシー・メイ』
  - メリル・ストリープ - 『マーガレット・サッチャー 鉄の女の涙』
  - ミシェル・ウィリアムズ - 『マリリン 7日間の恋』

### 助演男優賞
- クリストファー・プラマー - 『人生はビギナーズ』
  - アルバート・ブルックス - 『ドライヴ』
  - ジョン・ホークス - 『マーサ、あるいはマーシー・メイ』
  - ニック・ノルティ - Warrior
  - ブラッド・ピット - 『ツリー・オブ・ライフ』

### 助演女優賞
- ジェシカ・チャステイン - 『ツリー・オブ・ライフ』
  - メリッサ・マッカーシー - 『ブライズメイズ 史上最悪のウェディングプラン』
  - ジャネット・マクティア - 『アルバート氏の人生』
  - キャリー・マリガン - 『SHAME -シェイム-』
  - シェイリーン・ウッドリー - 『ファミリー・ツリー』

### オリジナル脚本賞
- 『ミッドナイト・イン・パリ』 - ウディ・アレン
  - 『マーサ、あるいはマーシー・メイ』- ショーン・ダーキン
  - 『別離』 - アスガル・ファルハーディー
  - 『ツリー・オブ・ライフ』 - テレンス・マリック
  - 『WIN WIN ダメ男とダメ少年の最高の日々』 - トム・マッカーシー

### 脚色賞
- 『裏切りのサーカス』 - ブリジット・オコナー、ピーター・ストローハン
  - 『ファミリー・ツリー』 - アレクサンダー・ペイン、ナット・ファクソン、ジム・ラッシュ
  - 『ドライヴ』 - ホセイン・アミニ
  - 『マネーボール』 - スティーヴン・ザイリアン、アーロン・ソーキン
  - 『少年は残酷な弓を射る』 - リン・ラムジー、ローリー・ステュアート・キニア

### 外国語映画賞
- 『別離』
  - 『十三人の刺客』
  - 『トスカーナの贋作』
  - 『私が、生きる肌』
  - 『ブンミおじさんの森』

### ドキュメンタリー映画賞
- 『世界最古の洞窟壁画 3D 忘れられた夢の記憶』
  - The Interrupters
  - Into the Abyss
  - 『プロジェクト・ニム』
  - Tabloid

### アニメ映画賞
- 『ランゴ』
  - 『タンタンの冒険/ユニコーン号の秘密』
  - 『アーサー・クリスマスの大冒険』
  - 『カンフー・パンダ2』
  - 『くまのプーさん』

### 撮影賞
- 『ツリー・オブ・ライフ』 - エマニュエル・ルベツキ
  - 『アーティスト』 - ギョーム・シフマン
  - 『ドライヴ』 - ニュートン・トーマス・サイジェル
  - 『ヒューゴの不思議な発明』 - ロバート・リチャードソン
  - 『メランコリア』 - マヌエル・アルベルト・クラロ

### 編集賞
- 『ツリー・オブ・ライフ』 - ハンク・コーウィン、ジェイ・ラビノウィッツ、ダニエル・レゼンデ、ビリー・ウェバー、マーク・ヨシカワ
  - 『ドライヴ』 - マシュー・ニューマン
  - 『マーサ、あるいはマーシー・メイ』- Zachary Stuart-Pontier
  - 『裏切りのサーカス』 - ディノ・ヨンサーテル
  - 『少年は残酷な弓を射る』 - ジョー・ビニ

### 特別賞
- ジェシカ・チャステイン - 今年のブレイクアウト演技に対して
- マーティン・スコセッシ - 彼の功績と映画保存への貢献に対して